# 圣马丁拉尔
圣马丹拉尔（法語：Saint-Martin-l'Ars，法語發音：[sɛ̃ maʁtɛ̃ laʁ]）是法国新阿基坦大区维埃纳省的一个市镇，位于该省南部，属于蒙莫里永区。

## 地理
圣马丹拉尔（46°13'10"N, 0°31'50"E）面积41.76 平方千米，位于法国新阿基坦大区维埃纳省，该省份为法国中西部省份，北起曼恩-卢瓦尔省和安德尔-卢瓦尔省，西接德塞夫勒省，南至夏朗德省，东南接上维埃纳省，东临安德尔省。
与圣马丹拉尔接壤的市镇（或旧市镇、城区）包括：阿瓦耶利穆济讷、莫普雷瓦尔、派鲁、普雷萨克、于松迪普瓦图、勒维让。
圣马丹拉尔的时区为UTC+01:00、UTC+02:00（夏令时）。

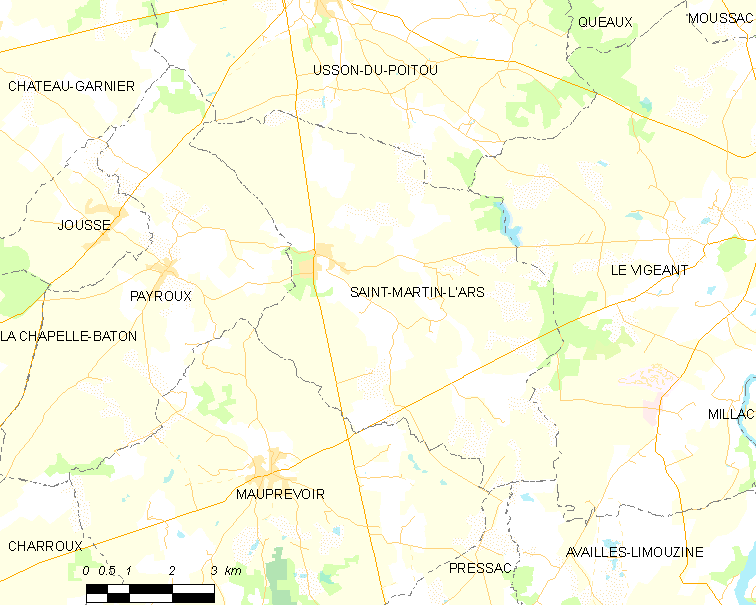
圣马丹拉尔的OSM定位图

## 行政
圣马丹拉尔的邮政编码为86350，INSEE市镇编码为86234。

## 政治
圣马丹拉尔所属的省级选区为锡夫赖县。

## 人口

1962-2008年间圣马丹拉尔人口变化图示

圣马丹拉尔于2022年1月1日时的人口数量为369人。